# Alcidedorbignya
Alcidedorbignya es un género extinto de mamífero pantodonte cuyos restos han sido recuperados en estratos del Paleoceno temprano (en la SALMA Tiupampense, hace 65.5 - 61.7 millones de años) en la Formación Santa Lucía (18°00′S 65°36′O / -18.0, -65.6, paleocoordenadas 20°42′S 52°30′O / -20.7, -52.5) en Tiupampa cerca de Mizque, en el departamento de Cochabamba, en Bolivia.
Siguiendo una costumbre para acuñar nombres establecida por el paleontólogo pionero argentino Florentino Ameghino, consistente en la combinación del primer nombre y el apellido de un científico destacado, el nombre del género honra al naturalista francés Alcide d'Orbigny.
Alcidedorbignya es uno de los más antiguos y primitivos de los pantodontes conocidos y es el único género de ese grupo que se ha encontrado en Suramérica. Aparte del hecho de que algunos científicos han disputado la edad de la localidad tipo, abogando por un origen asiático de los pantodontes, la propia existencia de Alcidedorbignya no contribuye a aclarar los orígenes de los de por sí enigmáticos pantodontes. Las similitudes taxonómicas indican que hubo un intercambio de mamíferos entre América del Norte y del Sur durante el inicio del Paleoceno, y el pantodonte norteamericano Pantolambda es un descendiente potencial de Alcidedorbignya.
Alciddedorbignya es conocido a partir de varios especímenes de dentaduras superiores e inferiores, incluyendo las de juveniles.  Los premolares superiores P3–4 tienen ectolofos (bordes en las coronas) en forma de V, indicando que era un pantodonte primitivo. Sus otras características molares lo hacen único entre los pantodontes. En los molares, el paracono y el metacono están separados y no están unidos como en Bemalamdba y Harpyodus. Como en estos dos géneros, carecía de un mesóstilo en los molares superiores M1–2 y de un centrocrístido en forma de V como en los eupantodontes (el grupo de los pantodontes más tardíos). Aún no es claro si esta es la condición primitiva en la dentadura superior de los pantodontes, y por tanto la posición de Alcidedorbignya cerca de la base del clado (agrupación evolutiva) permanece sin resolverse.